# Janchi-guksu
Janchi-guksu ili banketni rezanci korejsko je jelo sačinjeno od rezanaca u laganoj juhi napravljenoj od inćuna ili goveđoj juhi. Poslužuje se s umakom od sezamovog ulja, umaka od soje i male količine čili papričica u prahu i mladog luka. Riječ janchi znači 'gozba' na korejskom jeziku, u odnosu na svečane prilike u kojima se jelo priprema kao što su vjenčanje ili proslava  šezdesetog rođendana. 

## Povijest
Ime potječe od korejske riječi janchi koja znači gozba, jer se jelo pripremalo za posebne prilike kao što su svadbe, rođendanske zabave ili hwangap (proslava 60. rođendana) diljem Koreje. Riječ guksu na korejskom znači rezanci, a rezanci simboliziraju dugovječnost u životu i braku.